# Ny Guinea - Møde med fortiden
|  | Denne artikel er oprettet af botten PalnaBot ud fra en ekstern database. Den kan derfor have sproglige fejl eller mangler. Denne skabelon kan fjernes efter kontrol af indholdet. |

Ny Guinea - Møde med fortiden er en film instrueret af Jens Bjerre.